# Котовник исфаганский
Котовник исфаганский (лат. Nepeta ispahanica) — вид однолетних травянистых растений рода Котовник (Nepeta) семейства Яснотковые (Lamiaceae). Распространён в Средней Азии.
Химический состав изучен недостаточно. Надземная часть растения содержит лишь следы эфирного масла, химический состав которого не изучен.
Листья, стебель в свежем состоянии обладают приятным слабопряным запахом и слегка горьковатым вкусом. При высыхании растения вкус не изменяется, но запах становится слабее. При длительном хранении сырья запах исчезает.
Листья и верхушки цветущих стеблей испытаны и одобрены как пряность при обработке рыбы.

## Ботаническое описание
Однолетнее растение высотой 5—15 см.
Стебель прямой или восходящий, с более или менее густым опушением из длинных, тонких, курчавых белых волосков, простой или у основания разветвлённый; все ветви несут соцветия и часто по длине мало уступают стеблю.
Стеблевые листья сосредоточены на нижней части стебля, яйце- или сердцевидные, с тупой или даже округлой верхушкой, снизу густо серовато-шерстисто опушенные, сверху с таким же, но более редким опушением до почти голых.
Цветки в малоцветковых полусидячих полумутовках, из которых верхние собраны в верхушечное плотное головковидное, почти шаровидное, реже цилиндрическое соцветие.
Плод — орешек.

## Таксономия
Вид Котовник исфаганский входит в род Котовник (Nepeta) подсемейство Котовниковые (Nepetoideae) семейства Яснотковые (Lamiaceae) порядка Ясноткоцветные (Lamiales).
|  |                                      |  |                                                             |                                                             |                      |  | ещё 21 семейство (согласно Системе APG II) | ещё 21 семейство (согласно Системе APG II) |                           |  |  |  | ещё 81 род          | ещё 81 род               |  |  |
|  |                                      |  |                                                             |                                                             |                      |  | ещё 21 семейство (согласно Системе APG II) | ещё 21 семейство (согласно Системе APG II) |                           |  |  |  | ещё 81 род          | ещё 81 род               |  |  |
|  |                                      |  |                                                             | порядок Ясноткоцветные                                      |                      |  |                                            |                                            | подсемейство Котовниковые |  |  |  |                     | вид Котовник исфаганский |  |  |
|  |                                      |  |                                                             | порядок Ясноткоцветные                                      |                      |  |                                            |                                            | подсемейство Котовниковые |  |  |  |                     | вид Котовник исфаганский |  |  |
|  | отдел Цветковые, или Покрытосеменные |  |                                                             |                                                             | семейство Яснотковые |  |                                            |                                            | род Котовник              |  |  |  |                     |                          |  |  |
|  | отдел Цветковые, или Покрытосеменные |  |                                                             |                                                             |                      |  |                                            |                                            |                           |  |  |  |                     |                          |  |  |
|  |                                      |  | ещё 44 порядка цветковых растений (согласно Системе APG II) | ещё 44 порядка цветковых растений (согласно Системе APG II) |                      |  |                                            | ещё 7 подсемейств                          | ещё 7 подсемейств         |  |  |  | ещё около 250 видов |                          |  |  |
|  |                                      |  |                                                             | ещё 44 порядка цветковых растений (согласно Системе APG II) |                      |  |                                            |                                            | ещё 7 подсемейств         |  |  |  |                     |                          |  |  |